# Kloven (hout)

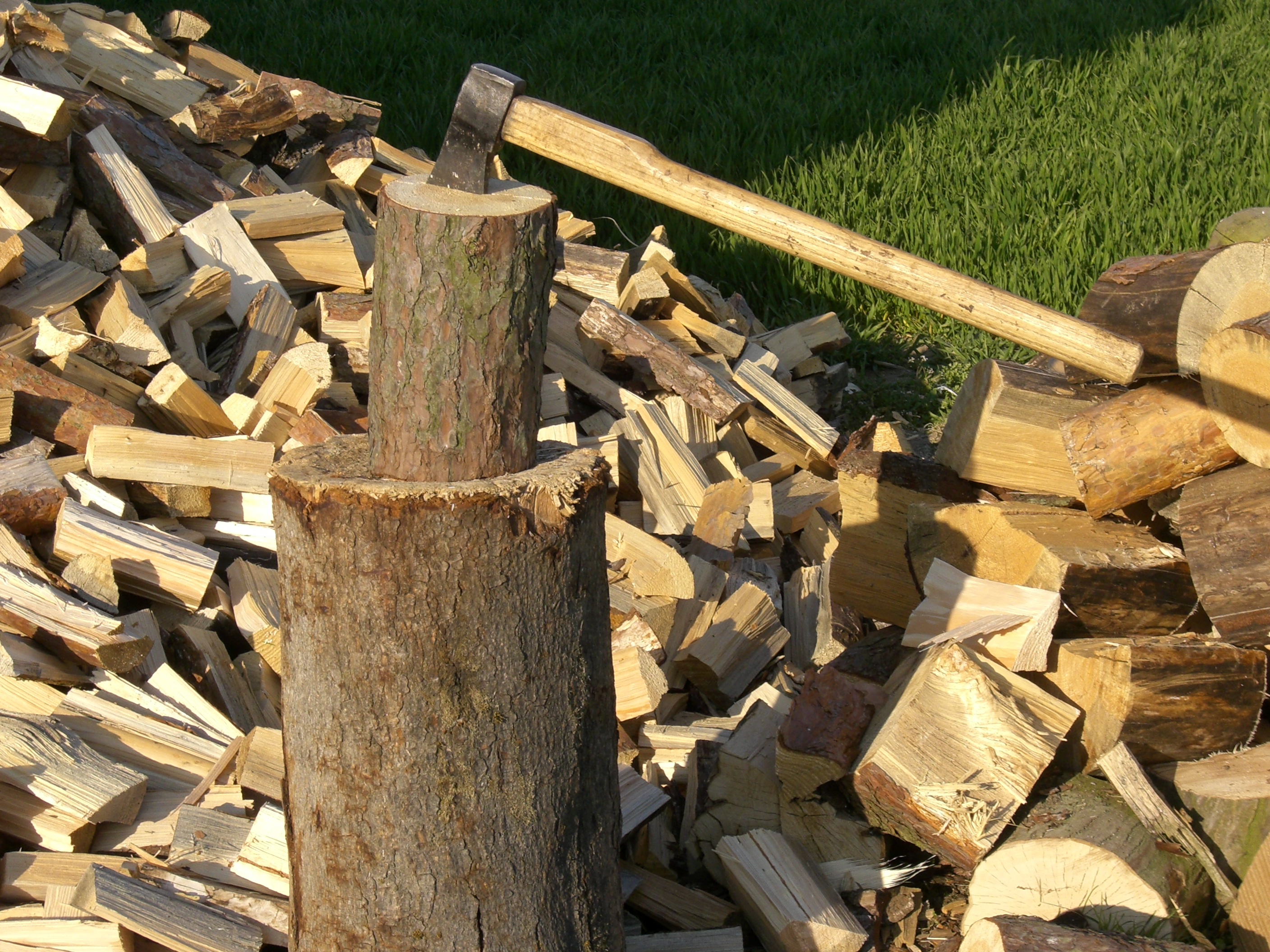

Kloven (of klieven) is een bewerking waarbij hout door middel van een kloofbijl of met behulp van wiggen wordt gespleten. Tegenwoordig wordt deze bewerking vooral gebruikt bij brandhout.
In het verleden was het kloven ook een gebruikelijke wijze om een boomstam in kleinere stukken te splitsen. Dit was met name in een tijd dat zagen van een stam tot planken een tijdrovende en dure techniek was. Dit werd pas goedkoper na de uitvinding van de zaagmolen op het einde van de 16e eeuw.
Door nauwkeurig kloven ontstaan tapse stukken hout. Voor dak- of wandbedekking worden deze schalies genoemd.
Het kloven werd veelvuldig toegepast om een stam in de lengterichting in vieren te verdelen (de kwartieren). De kwartieren werden vervolgens tot planken gezaagd zodanig dat de zaagsnede ongeveer loodrecht op de jaarringen komt te staan. Dit heeft als voordeel dat het hout minder zal werken. Bovendien ontstaat op de plank een mooi patroon. Bij eikenhout zijn er fraaie spiegels te zien en spreekt men van wagenschot.
Tegenwoordig wordt de stam voor dat doel door middel van zagen in vier kwartieren verdeeld.